# Pietro di Costantinopoli
Pietro (in greco Πέτρος?; fl. VII secolo) è stato un arcivescovo bizantino, patriarca di Costantinopoli dal 654 al 666.

## Biografia
Prete di Hagia Sophia, nel 654 succedette a Pirro I come patriarca di Costantinopoli. Mantenne la carica per dodici anni, fino al 666, ma poiché sostenitore del monotelismo, la sua elezione non fu riconosciuta da Papa Eugenio I, quando Pietro gli inviò la sua lettera sinodica.
Perì quindici anni prima del Concilio di Costantinopoli III del 680-681, che condannò il monotelismo, anatemizzò, tra gli altri, lo stesso patriarca Pietro, e ordinò che il suo nome venisse cancellato dai dittici.